# Religionless (banda)
Religionless é uma banda de rock cristão formada na cidade de São Paulo em 2011.
A banda carrega fortes influências musicais de Hillsong, Switchfoot, U2 e Colbie.
A divulgação de seu primeiro álbum, The Key, foi feita de forma totalmente independente, a começar pela produção de um videoclipe produzido por Nilson Noleto e Josué Alves, e que foi dirigido por Felipe Daniel Pereira.

## Discografia
- The Key (2012)